# Judge Dread
Alexander Minto Hughes (* 2. Mai 1945 in Kent, England; † 13. März 1998 in Canterbury), bekannt unter seinem Künstlernamen Judge Dread, war ein britischer Reggae- und Ska-Musiker.

## Geschichte
Judge Dread war der erste weiße Musiker, der einen Reggae-Hit in Jamaika hatte, und der erste weiße Musiker beim britischen Label Trojan Records. Um die Verkaufszahlen in Jamaika zu fördern, wurde die Single Big Six ohne Foto veröffentlicht, da man keinem Weißen Reggae zutraute. Seine derben Texte zeichneten sich oft durch einen freizügigen, häufig auch ironischen Umgang mit der Sexualität aus.
In seiner Jugend zog er in einen Stadtteil von Brixton um, in dem die ersten schwarzen Einwanderer in seiner Nachbarschaft lebten und wo er seine Liebe zu karibischen Klängen entdeckte. Dort gab es Rude boys – schwarze Jugendliche, die sich meist in Gangs zusammengeschlossen hatten und mit „ihrer“ Musik Ska und Reggae auch weiße Jugendliche in ihren Bann zogen, so auch ihn. Diesen Einfluss reflektierte er später in seinem Song von 1976 Bring Back The Skins (Reprise). Die in den 1960er-Jahren wachsende Skinhead-Bewegung in den britischen Großstädten adaptierte den Musik-Kult, und mit der Zeit wurde Judge Dread eine der bekanntesten und abstrusesten Figuren der Skinhead-Szene.
Mit 15 Jahren beendete er die Schule, seine erste Anstellung hatte er in einer Fabrik, in der Cricket-Schläger hergestellt wurden. Danach arbeitete er auch als Hotelangestellter in einem Beach-Hotel, wo er die Krokodile fütterte und pflegte. Mit 22 Jahren arbeitete er als Catcher unter dem Namen The Masked Executioner, später als Schuldeneintreiber für Trojan und schließlich in den späten 1960er Jahren als Band-Roadie, Türsteher und Rausschmeißer im Londoner Club The Brixton's Ram Jam Club. Er fungierte dort auch als persönlicher Leibwächter für Prince Buster, den Maharadscha von Jaipur, Desmond Dekker, Derrick Morgan, Coxsone Dodd, Duke Reid und auch für die Rolling Stones.
Er arbeitete als DJ und Toaster und trat als Sänger ohne feste Band auf. Außerdem arbeitete Hughes als DJ in einer lokalen Radiostation und machte sein eigenes Programm. Er zog mit seiner mobilen Disko durch die Dörfer und Kleinstädte der englischen Grafschaft Kent. Prunkstück seiner Disco war eine große Sammlung von Reggae-Platten.
Es war Prince Buster, der den Anstoß für die Metamorphose Hughes in einen Reggae- und Ska-Interpreten gab und ihm die Türen zum Trojan Label öffnete. Hughes gab sich darauf den Namen Judge Dread, ein Titel von Prince Buster, und honorierte damit dessen Hilfe.
Er beobachtete Buster bei seiner Studioarbeit und kam so auf die Idee, über den Rhythmus von The Typhoon all Stars Verne & Son's (Maytones) 1971 – Little Boy Blue ((GG Records GG4523 B) ein Sublabel von Trojan)) seine komischen Reime zu schreiben und nannte diesen Titel Big Six. Dieser wurde sein erster und bekanntester Song, der es 1972 bis auf Platz 11 der britischen Charts schaffte.
Die Songs Big Seven bis Big Ten sollten folgen. Alben waren z. B. das Debüt Dreadmania und The Last of the Skinheads. 1980 schaffte es ein Remake von Big Six auch in die deutsche Hitparade. In den 1990ern folgte eine Neuaufnahme von Big Seven zusammen mit dem deutschen Dancehall-Sänger Dr. Ring-Ding, die große Beachtung in der deutschen Reggae-Szene fand.
Mit der Zweideutigkeit seiner Song-Texte übertraf er die üblichen sexuellen Anspielungen seiner schwarzen DJ- und Toaster-Kollegen bei weitem. Die Texte zeichneten sich durch überaus konkrete, schmutzige, schlüpfrige und pornografische Ausdrucksweise aus. Das versperrte ihm zeitlebens den Zugang zu den englischen Medien. Vom britischen Funk und Fernsehen (BBC) wurde er zum Sittlichkeitsverbrecher Nr. 1 erklärt. Um die Jugend nicht zu verderben und sie vor dieser Musik zu schützen, durften alle seine Lieder nicht öffentlich gesendet werden. Um das zu umgehen, wechselte er mehrfach seinen Künstlernamen und das Plattenlabel, doch ohne Erfolg. Das Guinness-Buch der Rekorde führt Judge Dread als den Künstler mit den meisten von der BBC gesperrten Songs aller Zeiten. Aber gerade die offen sexistischen Texte, meist vorgetragen mit humorvoller britischer Selbstironie, waren bei seinen Fans Kult und sicherten ihm einen festen Platz in der weltweiten Reggae-Szene, auch heute noch. Trotz der Verbote veröffentlicht Judge Dread mehr Reggae- und Ska-Hits in UK als jeder andere Künstler, einschließlich Bob Marley.
Er war mit Robert "Doc" Cox (* 1. Juli 1946 in Sheffield, Yorkshire) Künstlername Ivor Biggun befreundet, schrieb für ihn Songtexte und nahm mit ihm den Titel Bonkola auf, das Album Handling Swollen Goods erschien jedoch erst 2005.
1975 ging Trojan pleite und Judge Dread kaufte seine eigenen Plattenrechte auf.
Er war auch der erste Künstler, der schon 1973 eine Benefiz-Platte für die Hungernden Äthiopiens aufnahm (Molly (Trojan TR.7905)), 12 Jahre vor Band Aid. Dafür wurde er zum Ehrenbürger von Äthiopien ernannt.
Dread schrieb regelmäßig in Disc, einer der führenden englischen Musikzeitschriften, Kolumnen über Reggae-Musik.
Judge Dread starb nach einem Konzert im Penny Theatre, Canterbury, im Alter von 52 Jahren an einem Herzinfarkt.

## Diskografie

### Alben
Studioalben
- 1972 Dreadmania (Trojan TRLS 60)
- 1974 Working Class Ero (Trojan TRLS 100) UK
- 1974 Big Eight (Trojan Teldec 623 058) DE – gleiche Tracks wie Working Class Ero
- 1975 Bedtime Stories (Cactus CTLP 113)
- 1976 Last of the Skinheads (Cactus CTLP 123)
- 1980 Reggae & Ska (RCA PPL 28408) DE
- 1980 Lover's Rock (Night Elephant 508629) FR – gleiche Tracks wie Reggae & Ska
- 1981 Rub a Dub (Creole)
- 1985 Not Guilty (Creole CRX 8)
- 1988 Live & Lewd! (Shank LP 104) Live-Album
- 1996 Dread, White & Blue (Shank CD 12)

Kompilationen
- 1976 Best of Judge Dread (Klik Rec. KLP 9008)
- 1978 Judge Dread Greatest Hits (EMI EMC3287)
- 1978 The Worst of Judge Dread (Creole CTLP 126)
- 1981 40 Big Ones (Creole BIG 1)
- 1989 King of Rudeness Vol.1 (Shank LP 115)
- 1990 Reggae and Ska Years Vol.2 (Shank LP)
- 1991 Ska Fever (PEG CD 150)
- 1993 Early Years
- 1994 The Big Twenty Four (Trojan CD TRL 333)
- 1995 40 Big Ones, Part 1 (Eastwest, Warner)
- 1995 40 Big Ones, Part 2 (Rhino)
- 1996 Ska'd For Life
- 1997 Big Hits
- 1997 Greatest Hits (K-Tel)
- 1998 And So Shall Ye Be Judged (Dressed To Kill)
- 1998 Big Ones (Charly Rec.)

### EPs
- 1977 5th Anniversary (Cactus CT 98) 7″
- 1980 Big Six Big Seven (Creole CR 202) 7″
- 1983 The Big One (Trojan TMX 4011) 7″
- 1985 Big Seven (Creole CRT 85) 12″
- 1988 Jingle Bells (Creole CRT 5) 12″
- 1989 Big Six (BMC Records 12361) 12″
- 1995 The Christmas EP (Grover GRO-VS 101) 7″ (in grünem Vinyl)

### Singles
- 1972 Big Six (20th Century 2014), (Big Shot BI 608), (Trojan 12326 AT), (Trojan 6134 504) 7″
- 1972 Big Seven (20th Century TC - 2037), (Big Shot BI 613), (Trojan 12502 AT) 7″
- 1972 Christmas In Dreadland (Cactus CT 80) 7″
- 1973 Big Eight (Big Shot BI 619), (Trojan 12698 AT) 7″
- 1973 Big Nine (Big Shot Bi 626) 7″
- 1973 Dr. Kitch (Trojan 13219 AT), (Trojan TR 7905) 7″
- 1973 Molly (Trojan TR.7905) 7″
- 1973 Oh! She Is a Big Girl Now (Trojan 13063 AT)	7″ (diese Version nur auf einer Single)
- 1974 Belle Of Snodland Town (FONTANA 6134 014) FR 7″
- 1974 Grandfather’s Flannelette Nightshirt (Big Shot BI 628) 7″
- 1975 Je t’aime (Horse Hoss 83), (Cactus CT 65) UK, (Ariola 16 272 AT) D 7″
- 1975 Big Nine (Philips 6078312) 7″
- 1975 Big Ten (Cactus CT 77) 7″
- 1976 The Winkle Man (Cactus CT 90) UK, (CREOLE Pink Elephant 22.169-H) FR 7″
- 1976 Y Viva Suspenders (Cactus CT99) 7″
- 1977 Up with the Cock (Cactus CT110) 7″ + 12″
- 1977 Oh! She Is A Big Girl Now (Epic EPC 5343) 7″
- 1978 Jingle Bells (EMI 2881) Demo 7″
- 1978 This Little Piece Of Dinkle (Cactus CT112) 7″
- 1979 The Touch (EMI 2913) 7″ + 12″
- 1979 Lovers Rock	(Sire SIR 4028),(Vogue VG 108) FR 7″
- 1980 Big Six (RCA BP 5773) DE 7″
- 1980 Will I What (BIG CR 208) 7″
- 1981 Hello Baby (Creole CR6) 7″, (Creole CR 12-6) 12″, (CRA ZB 5823) DE 7″
- 1981 Rub a Dub (Creole CR 12-25)	12″, (Creole CR 25) 7″
- 1982 My Name Is Dick (Dreadworks 001) 7″
- 1983 Not Guilty (Kingdom KV 8027) 7″
- 1983 The Ten Commandments (Trojan TRO 9073) 7″
- 1984 Relax (Creole CRT 66) 12″, (Creole CR66) 7″
- 1985 Lost In Rudeness (Creole CTR 72) 12″
- 1987 Jerk Your Body (Rino RNO 8)	12″
- 1988 Big Seven (Old Gold OG 9804) 7″
- 1988 Je T`Aime (Old Gold OG 9806) 7″
- 1996 The Ballad Of Judge Dread (Dojo DOSS 7013) 7″

### Unter anderem Namen, um der Zensur der BBC zu entgehen
- 1974 J.D.Alex – There Lonley Girl (Horse Hoss 62)
- 1975 Jason Sinclair and the Argonoughts – End Of The World (Horse Hoss 84), (Cactus CT 76)
- 1976 Jason Sinclair and the Argonoughts – Tammy (Cactus CT 86)
- 1976 The Bumpers – The Bumper Song (Cube Bug 71)
- 1976 The Dreadnoughts – Al Capone '76 (Sonet SON 2090)
- 1980 Rockers Express – Phönix City (KOW 002)

### Weitere
- Skin Up, Ausgabe 38, Winter 95/96
- 1974: Cover Dr.Kitch Trojan 13219 AT
- 1988: Live & Lewd! (Shank LP 104) Judge Dread erzählt selbst
- 1989: Ska Explosion DVD Judge Dread erzählt selbst